# Тісандр Наксоський
Тісандр (*Τίσανδρος д/н — після 560 до н. е.) — давньогрецький атлет, майстер бою навкулачки (кулачний бій), учасник і переможець Олімпійських, Піфійських, Істмійських та Немейських ігор. Можливо, мав прізвисько Клеокритон.

## Життєпис
Народився у м. Наксос (Сицилія), колонія м. Наксос з о. Наксос. Більшість фактів з життя Тісандра невідомі. Був шанованим атлетом, вигравав у змаганнях навкулачки на 52 (572 рік до н. е.), 53 (568 рік до н. е.), 54 (564 рік до н. е.), і 55 (560 рік до н. е.) Олімпійських іграх. Також відомо про його 4 перемоги на Піфійських іграх.
Відомий давньогрецький дослідник Павсаній вказує, що Тісандр також був переможцем змагань на Істмійських та Немейських іграх, проте не вказує їхню кількість. Разом з тим таке ствердження поки не знайшло письмового або якогось іншого підтвердження. Водночас Павсаній зауважив, що від Наксоса не залишилося навіть руїн і лише завдяки Тісандру зберігається пам'ять про це місто.
Основні відомості стосовно Тісандра відомо з однією з Істмійських од поета Піндара, в яких останній уславив цього атлета. Про долю Тісандра після 560 року до н. е. відсутні відомості.